# Macrothemis meurgeyi
Macrothemis meurgeyi är en trollsländeart som beskrevs av Daigle 2007. Macrothemis meurgeyi ingår i släktet Macrothemis och familjen segeltrollsländor. Inga underarter finns listade i Catalogue of Life.